# Museo delle Necropoli rupestri
Il Museo delle Necropoli rupestri di Barbarano Romano è un museo archeologico etrusco.

## Storia
Situato nei locali del complesso storico di Sant'Angelo, espone moltissimi reperti ritrovati nelle necropoli rupestri del territorio di Barbarano Romano nel corso degli scavi archeologici iniziati negli anni sessanta dal re Gustavo di Svezia e proseguiti dalla Sovrintendenza Archeologica per l'Etruria meridionale.
All'interno del museo sono esposti reperti che vanno dall'età neolitica a quella del bronzo e del ferro, proseguendo con l'epoca Villanoviana (X-VIII secolo a.C.), per a arrivare alla cultura etrusca, con una collezione di ceramiche che comprendono vasi a decorazione geometrica dell'VII secolo a.C e. vasi attici del VI secolo, buccheri, vasi a figure rosse, a figure nere e policromi. Vi si trova anche una collezione di riproduzioni di parti anatomiche usate come ex voto e un obelisco funerario in tufo alto oltre tre metri, ed alcuni sarcofagi in tufo con la rappresentazione scolpita del defunto. 
Tra questi, è noto quello detto della "sacerdotessa" perché vi è raffigurata una figura femminile con rappresentazione particolareggiata dell'abito e dell'acconciatura dei capelli e che tiene in mano uno strumento ad uso religioso, da qui il nome del sarcofago. Altra particolarità dell'opera è che, accucciato al lato della sacerdotessa, è raffigurato un animale (un cane o, per altri, un cerbiatto) che mangia da una pater a(ciotola). Altro esempio di scultura funeraria etrusca è un leone in nenfro a grandezza quasi naturale, trovato nell'area sacra antistante una tomba principesca.